# Emīls Kristofers Jonāss
Emīls Kristofers Jonāss (* 15. Januar 2001) ist ein lettischer Sprinter.

## Sportliche Laufbahn
Erste internationale Erfahrungen sammelte Emīls Kristofers Jonāss im Jahr 2018, als er bei den U18-Europameisterschaften in Győr im 100-Meter-Lauf mit 11,11 s in der ersten Runde ausschied und über 200 Meter bis in das Halbfinale gelangte, in dem er aber nicht mehr an den Start ging. Im Jahr darauf startete er über 100 Meter bei den U20-Europameisterschaften in Borås, schied dort aber mit 11,52 s im Vorlauf aus.
2020 wurde Jonāss lettischer Meister im 100-Meter-Lauf.

## Bestleistungen
- 100 Meter: 10,70 s (+1,8 m/s), 18. Juli 2020 in Jelgava
  - 60 Meter (Halle): 7,05 s, 7. Februar 2020 in Kuldīga
- 200 Meter: 22,53 s (+0,8 m/s), 22. Juni 2018 in Saldus